# حزب اعتماد ملی
حزب اعتماد ملی یکی از احزاب اصلاح طلب فعال در جمهوری اسلامی ایران است. این حزب را مهدی کروبی پس از شکست در انتخابات ریاست جمهوری ایران (۱۳۸۴) و کناره‌گیری از دبیرکلی مجمع روحانیون مبارز تأسیس کرد.

## تاریخچه
به باور مهدی کروبی، تقلب در انتخابات ریاست جمهوری ایران (۱۳۸۴) موجب حذف او شد و او به همین دلیل حزبی جدید برای ادامه فعالیت سیاسی تأسیس کرد.
پس از حصر مهدی کروبی، رسول منتجب نیا به عنوان قائم مقام او مسئولیت اداره حزب را بر عهده داشت.
کروبی در تاریخ ۹ دی ماه ۱۳۹۶ و در پی بروز برخی اختلافات داخلی و چندین بار استعفای رسول منتجب نیا، نامه‌ای به حضرتی نوشت و از او خواست با همراهی یازده تن از اعضای شورای مرکزی مشکلات را حل کنند.
اما با ادامه‌دار شدن اختلافات در حزب اعتماد ملی بر سر پذیرش استعفای مهدی کروبی، رسول منتجب نیاو جمع کثیری از یاران مهدی کروبی که مخالف استعفای کروبی بودند، از اعتماد ملی جدا شده و حزب جمهوریت ایران اسلامی را تأسیس کردند. بعد از برگزاری کنگره بدون حضور رسانه‌ها در تاریخ ۶ مهر ۱۳۹۷ و انتخاب شورای مرکزی جدید، الیاس حضرتی به عنوان قائم مقام دبیرکل انتخاب شد.
در سال ۱۳۹۹، به دنبال استعفای مجدد کروبی، الیاس حضرتی به دبیرکلی حزب اعتماد ملی انتخاب شد.

### انتخابات ریاست جمهوری ایران (۱۳۸۸)
در انتخابات ریاست جمهوری ایران (۱۳۸۸) حزب اعتماد ملی از مهدی کروبی به عنوان نامزد این حزب، حمایت کرد.
دفتر حزب و روزنامه اعتماد ملی پس از انتخابات ۱۳۸۸ و ادعاهای مهدی کروبی دربارهٔ تقلب در انتخابات و شکنجه و تجاوز جنسی معترضان نتایج انتخابات توسط دولت محمود احمدی‌نژاد تعطیل و پلمپ شد. اسماعیل گرامی مقدم، سخنگوی حزب اعتماد ملی نیز پس از پلمپ شدن دفتر حزب اعتمادملی گفت: «حوالی ساعت ۱۵ تعدادی از مأموران با حکم دادستان تهران با مراجعه به دفتر آقای کروبی واقع در جمشیدیه تهران ضمن بازرسی محل کار ایشان مبادرت به جمع‌آوری اسناد و مدارک موجود و نیز CD، رایانه و فیلم کردند».
وی افزود: «مأموران همچنین افرادی را که برای ملاقات با آقای کروبی به دفتر ایشان آمده بودند را به همراه شخص دبیرکل به خارج از ساختمان هدایت کردند».
هم چنین پس از پلمپ شدن دفتر حزب اعتماد ملی، سردبیر سایت اعتماد ملی بازداشت شد. مهدی کروبی پس از پلمپ شدن دفتر حزب اعتماد ملی با نوشتن نامه‌ای خطاب به صادق لاریجانی رئیس قوه قضاییه به پلمپ شدن دفتر حزب اعتماد ملی اعتراض کرد و خواستار رسیدگی به پرونده شکنجه و تجاوز زندانیان سیاسی پس از انتخابات ریاست جمهوری دهم در زندان‌های ایران شد.

### بازداشت اعضای حزب
پس از اعتراضات به نتایج انتخابات ریاست جمهوری ایران (۱۳۸۸) شمار زیادی از اعضای حزب اعتماد ملی دستگیر شدند.
از اعضای بازداشت شده می‌توان به محمد داوری، مصطفی اخوان، جواد حق‌شناس، باقر اسکویی، محمد صادق جوادی حصار، زهره آشتیانی، فیاض زاهد، صالح دلدم، برهان کریمی، سید ابراهیم امینی و هنگامه شهیدی اشاره کرد.
هم چنین مهدی کروبی مؤسس و دبیرکل این حزب پس از اعتراضات جنبش سبز در ۲۵ بهمن ۱۳۸۹ در حبس خانگی به سر می‌برد.

### دولت روحانی
با آغاز کار دولت حسن روحانی که کاندیدای اصلاح طلب در انتخابات ریاست جمهوری ۱۳۹۲ بود، زمزمه‌هایی از آغاز فعالیت حزب اعتماد ملی شنیده شد، تا این که در ۹ دی ۱۳۹۲ ،رسول منتجب نیا، قائم مقام حزب اعتماد ملی اعلام کرد که وزیر کشور، عبدالرضا رحمانی فضلی از این حزب برای شرکت در نشست وزارت کشور دعوت کرده است. منتجب نیا همچنین در پاسخ به این سؤال که آیا حزب اعتماد ملی پلمپ است؟ گفت: «اگر پلمپ بودیم به جلسه وزیر کشور دعوت نمی‌شدیم.» در ۱۴ دی ۱۳۹۲، رسول منتجب نیا به عنوان نماینده حزب اعتماد ملی در نشست احزاب با وزیر کشور، عبدالرضا رحمانی فضلی شرکت کرد. در این نشست منتجب نیا ضمن اشاره تلویحی به غارت اسناد حزب اعتماد ملی در جریان انتخابات ریاست جمهوری ۱۳۸۸ و اعتراض مهدی کروبی به نتایج انتخابات گفت: «امیدواریم وزارت کشور نسبت به برخی احزاب تعیین تکلیف کند، احزابی که اکنون مدارکش به تاراج رفته و هیچ نهاد و مقامی نیز مسئولیت آن را نپذیرفته‌اند.»

### استعفای کروبی و دبیرکلی الیاس حضرتی
پس از ایجاد اختلافات در حزب اعتماد ملی بر سر پذیرش استعفای مهدی کروبی، سرانجام با جدا شدن رسول منتجب نیاو جمع کثیری از یاران مهدی کروبی از اعتماد ملی که مخالف استعفای کروبی بودند و تأسیس حزب جمهوریت ایران اسلامی، در نیمه اسفندماه ۱۳۹۹، شورای مرکزی حزب اعتماد ملی استعفای دبیرکل این حزب را پذیرفت و الیاس حضرتی را به عنوان جایگزین او انتخاب کردند.

## نشریات و رسانه‌ها

### روزنامه اعتماد ملی
روزنامهٔ اعتماد ملّی ارگان مطبوعاتی حزب اعتماد ملی محسوب می‌شد. صاحب امتیاز این روزنامه مهدی کروبی و مدیر مسئول آن محمدجواد حق‌شناس است. آخرین سردبیر آن پس از ابوالفضل شکوری و رضا انصاری، محمد قوچانی بود. این روزنامه در سال پایانی با رسیدن به شمارگان یکصدو پنجاه هزار نسخه توانست در میان آحاد جامعه، به ویژه نخبگان دانشگاهیان و فعالان فرهنگی و سیاسی و اجتماعی جایگاهی رفیع پیدا کند. این نشریه از تاریخ ۲۶ مرداد ۱۳۸۸ به دستور سعید مرتضوی توقیف شد.

### پایگاه اطلاع‌رسانی
در تیرماه ۱۳۹۶ طی حکمی از سوی حجت‌الاسلام رسول منتجب‌نیا، قائم مقام حزب اعتماد ملی، مسئولیت سایت رسمی این حزب به کمیته روابط عمومی حزب اعتماد ملی واگذارشد. پایگاه رسمی اطلاع‌رسانی حزب اعتماد ملی ایران به آدرس http://etemadmelli.com تنها پایگاه خبری رسمی وابسته به این حزب است که اخبار، بیانیه‌ها و مواضع حزب تنها از طریق آن اعلام خواهد شد. همچنین سامان سلیمانی مرند، فعال اصلاح‌طلب و مسئول امور رسانه‌ای روابط عمومی حزب اعتماد ملی به عنوان سردبیر این پایگاه تعیین و معرفی شد. پیش از این پایگاه خبری سحام نیوز مواضع رسمی حزب اعتماد ملی را اعلام می‌کرد که با فیلتر شدن آن طی اعتراض‌ها به نتیجه انتخابات ریاست جمهوری سال ۸۸، هم‌اکنون بیشتر منعکس‌کننده مواضع خانواده مهدی کروبی است.
بعدتر با دبیرکلی الیاس حضرتی و پیوستن سلیمانی به حزب جمهوریت، مهران فرجی به عنوان مسئول روابط عمومی و تبلیغات حزب تعیین شد و مسئولیت سایت حزب را نیز بر عهده گرفت،

## اعضا
مسعود سلطانی‌فر، وزیر ورزش و جوانان (و قبل از آن رئیس سازمان میراث فرهنگی) و سید کامل تقوی نژاد رئیس سازمان امور مالیاتی کشور و نوروززاده مدیرعامل شستا از شاخص‌ترین اعضای کنونی و پیشین این حزب در دولت تدبیر و امید هستند.
همچنین الیاس حضرتی و احمدمازنی از اعضای حزب اعتماد ملی هستند که در انتخابات دهمین دوره مجلس شورای اسلامی در لیست امید در انتخابات شوراهای شهر و روستا تهران قرار گرفتند و به عنوان نماینده تهران وارد مجلس شدند. ↵محمدجواد حق‌شناس، سید ابراهیم امینی و حجت نظری از اعضای حزب اعتماد ملی بودند که توانستند در انتخابات شورای شهر پنجم تهران وارد لیست امید شوند و سه کرسی از شورای شهر تهران را به خود اختصاص دهند.
سید محمد علی افشانی، عضو شورای مرکزی حزب اعتماد ملی در اردیبهشت ماه ۹۷ با رأی قاطع اعضای شورای شهر تهران، به عنوان شهردار تهران انتخاب شد.

### اعضای برجسته[۳۴][۳۵][۳۶][۳۷]
- محمدحسین کروبی، فعال سیاسی
- الیاس حضرتی، نماینده پنج دوره مجلس شورای اسلامی (دبیرکل)
- جواد اطاعت، نماینده دوره ششم مجلس شورای اسلامی
- محمدعلی افشانی، شهردار سابق تهران
- محمدجواد حق‌شناس، عضو سابق شورای شهر تهران
- سید ابراهیم امینی، عضو سابق شورای شهر تهران و نماینده دوره ششم مجلس شورای اسلامی
- الهام فخاری، عضو سابق شورای شهر تهران
- حجت نظری، عضو سابق شورای شهر تهران
- اسماعیل گرامی‌مقدم، نماینده دوره هفتم مجلس شورای اسلامی (سخنگو)
- محمدرئوف قادری، نماینده دوره پنجم مجلس شورای اسلامی
- سیدرضا نوروز زاده، نماینده دوره هفتم مجلس شورای اسلامی
- محمدرضا خباز، استاندار سابق خراسان شمالی و سمنان و نماینده چهار دوره مجلس شورای اسلامی
- محمدرضا نوری شاهرودی، سفیر اسبق ایران در لیبی، عربستان و عمان
- سید رحیم ابوالحسنی، عضو هیئت علمی دانشگاه تهران

### اعضای پیشین
- مسعود سلطانی‌فر، وزیر ورزش و جوانان (و قبل از آن رئیس سازمان میراث فرهنگی) در دولت یازدهم[۳۸]
- عبدالحسن مقتدایی، استاندار پیشین خوزستان و هرمزگان در دولت اصلاحات و نماینده ادوار سوم و چهارم مجلس

### استعفای کروبی و دبیرکلی الیاس حضرتی
پس از ایجاد اختلافات در حزب اعتماد ملی بر سر پذیرش استعفای مهدی کروبی، سرانجام با جدا شدن رسول منتجب نیا و جمع کثیری از یاران مهدی کروبی از اعتماد ملی که مخالف استعفای کروبی بودند و تأسیس حزب جمهوریت ایران اسلامی، در نیمه اسفند ماه ۱۳۹۹، شورای مرکزی حزب اعتماد ملی استعفای دبیرکل این حزب را پذیرفت و الیاس حضرتی را به عنوان جایگزین او انتخاب کردند.